# 安藤定次
安藤 定次（あんどう さだつぐ）は、戦国時代から安土桃山時代にかけての武将。徳川氏の家臣。三河安藤氏の分家阿久和安藤家の始祖。

## 略歴
天文9年（1540年）、安藤家重の五男として誕生。
徳川家康に仕え、永禄6年（1563年）の三河一向一揆に加わったが赦免される。家康の子松平信康にも仕え、信康の死後は石川数正や内藤家長に属した。天正18年（1590年）の小田原征伐では内藤軍に属し武功を挙げた。
慶長5年（1600年）、伏見城の戦いに目付として参戦し、敵に左の股を矢で射抜かれながらも奮戦したが、61歳で討死にした。「三河武士の鑑」と賞された。

## 系譜
- 父：安藤家重
- 母：不詳
- 室：八田氏
- 生母不詳の子女
  - 男子：安藤正次（1565-1615）
  - 男子：安藤正勝 - 旗本
  - 男子：安藤一勝
  - 男子：安藤定次 - 旗本
  - 女子：畔柳盛政室
  - 女子：巨海忠正室